# Barry Callebaut
Barry Callebaut (рус. Барри Каллебо) — группа компаний, которая является мировым производителем шоколада и какао-продуктов.

## История
Компания образована в 1996 году в результате слияния бельгийской компании Callebaut и французской Cacao Barry (обе эти компании существовали с середины XIX века).
В 2002 году Barry Callebaut приобрела немецкую компанию Stollwerck, а в 2003-м — американскую Brach’s Confections.
В 2008 году состоялось открытие шоколадного завода в Монтеррее (Мексика), а также покупка 60 % завода KLK Cocoa в Малайзии.
В 2009 году сделаны покупки испанского завода Chocovic, датского завода «Еврогран». Куплено 49 % акций компании Biolands в Танзании.
В 2010 году состоялось подписание аутсорсингового контракта с Kraft Foods. В том же году состоялось открытие шоколадного завода в Эстреме (Бразилия).
В 2013 году Barry Callebaut купил Petra Foods, что сделало Barry Callebaut крупнейшим производителем шоколада и какао.
В 2017 году Barry Callebaut объявила о выпуске шоколада «Ruby» (с англ. — «рубиновый»). Шоколад Ruby существует наравне с традиционными черным, белым и молочным, появился в результате переработки «рубиновых какао-бобов». Необычный цвет связан с прекурсорами особого типа какао-бобов.
В феврале 2019 года Barry Callebaut подписала договор о приобретении российской компании «Инфорум», которая является производителем шоколада на российском рынке.

## Собственники и руководство
Основные акционеры — швейцарская Jacobs Holding AG (50,50 %) и супруга владельца Jacobs Клауса Якобса Рената Якобс (8,48 %).

## Деятельность
Компания поставляет шоколад и какао-продукты в разные страны мира. У компании Barry Callebaut 62 завода, которую продают свою продукцию в 143 странах. В штате работает более 12 000 человек из более чем 40 стран.

### В России
В России компания Barry Callebaut производит продукцию под брендами Sicao и Chocovic, импортирует продукцию под брендами Callebaut, Cacao Barry, Carma, Mona Lisa, Bensdorp, Van Hauten, La Morella и др.
Barry Callebaut в 2007 году открыла первый собственный завод в России, близ города Чехова (Московская область). Завод рассчитан на выпуск 27,5 тыс. тонн промышленной шоколадной продукции (жидкого шоколада, шоколада в виде промышленных легкоплавких дисков) в год. Размер инвестиций составил €25 млн.
В 2019 году Barry Callebaut получила второй завод в России, ранее принадлежавший компании «Инфорум». Завод находится в городе Касимов, Рязанской области.
В августе 2021 года открыт третий завод Barry Callebaut в России, в городе Калининграде.
В Москве в бизнес-центре Alcon располагается Академия Шоколада Barry Callebaut (вторая по размерам у компании).

### Показатели деятельности
Годовой объем продаж в 2018/19 финансовом году составил около 7,3 млрд швейцарских франков (6,5 млрд евро / 7,4 млрд долларов США), операционная прибыль — CHF 601 млн.
В ЕМЕА регионе у Barry Callebaut 20 заводов. В 2016 году в регионе ЕМЕА было продано на 6,6 % больше шоколадной продукции, чем в предыдущем году. В целом в отчётном периоде 2015—2016 было произведено 814.236 тонн.
В регионе Америка у компании 12 заводов. В 2016 году продали на 8,8 % больше, чем в предыдущем году. В отчётном году 2014—2015 производство достигло 466.063 тонн.
В Азиатско-Тихоокеанском регионе у компании Callebaut 6 заводов. В 2014—2015 году в Азиатско-Тихоокеанском регионе продажа шоколада составила 68.984 тонн.